# Offensiv linje
Den offensive linje er en enhed af 5 spillere i amerikansk fodbold. De består af en right tackle, right guard, center, left guard og left tackle og er opstillet på linje.
| Sport | Spire Denne artikel om sport er en spire som bør udbygges. Du er velkommen til at hjælpe Wikipedia ved at udvide den. |